# Józef Pisarski
Józef Pisarski est un boxeur polonais né le 15 juin 1913 à Łódź et mort le 8 décembre 1986 à Varsovie.

## Carrière
Sa carrière amateur est principalement marquée par une médaille d'argent remportée aux championnats d'Europe de 1939 dans la catégorie des poids moyens.

## Palmarès

### Championnats d'Europe
- Médaille d'argent en -72,6 kg en 1939 à Dublin, Irlande